# Luigi Dallapiccola
Luigi Dallapiccola (Pazin, 3. veljače 1904. – Firenca, 19. veljače 1975.), talijanski skladatelj .
Jedan je od glavnih predstavnika suvremene talijanske glazbe. Svoja djela prožima u početku istarskim, slavenskim koloritom, zatim prelazi na dodekafoničku metodu koju provodi sa smislom za zvučne boje i za pjevnu melodiju.
Glazbena ga je kritika svrstala među vrhunske talijanske skladatelje. U Pazinu je završio osnovnu i srednju školu. Kao skladatelj ostvario je osebujnu stilsku sintezu modernizma i predaje: pod utjecajem A. Schönberga i A. Weberna priklonio se dodekafoniji i serijalnosti, ali se služio i širokim mogućnostima skladateljskih tehnika prošlosti. Napisao je opere Volo di notte (Noćni let), Il prigioniero (Zatvorenik) i Ulisse (Odisej), prikazanje Job, sacra rappresentazione, balet Marsia te niz drugih skladbi.